# オーレン・パタシュニク
オーレン・パタシュニク（Oren Patashnik、1954年 - ）は、アメリカ合衆国の計算機科学者である。BibTeXの作者の一人、Concrete Mathematics: A Foundation for Computer Scienceの著者の一人として知られている。国防分析研究所の研究者であり、サンディエゴ近郊に住んでいる。

## 生涯
1976年にエール大学を卒業し、その後スタンフォード大学で計算機科学の博士課程を修了した。スタンフォード大学ではドナルド・クヌースの指導を受けた。
ベル研究所在籍中の1980年に、立体四目並べが先手必勝であることを証明した。この証明は、コンピュータをCPU時間で1500時間使用して行われたもので、計算機援用証明の顕著な例である。
1985年、LaTeXの作者であるレスリー・ランポートと共同で、文献書誌情報生成システムBibTeXを作成した。LaTeXは、特に数学の文献向けに設計された組版処理システムである。BibTeXは、LaTeXで広く使用されている文献書誌情報生成システムである。
1988年、ロナルド・グラハムとドナルド・クヌースによるConcrete Mathematics: A Foundation for Computer Scienceの執筆を支援した。
1990年、計算機科学の博士号を取得した。博士論文の題は、"Optimal Circuit Segmentation for Pseudo-Exhaustive Testing"（擬似網羅的試験のための最適回路分割）だった。